# Ischitella
Ischitella ist eine italienische Gemeinde (comune) mit 4110 Einwohnern (Stand 31. Dezember 2023) in der Provinz Foggia in Apulien. Die Gemeinde liegt etwa 58 Kilometer nordwestlich von Foggia im Nationalpark Gargano. Ischitella ist Teil der Comunità Montana del Gargano. Bis zum Adriatischen Meer sind es 3 Kilometer in nördlicher Richtung. Zum Gemeindegebiet gehört auch ein Teil des Lago di Varano.

## Geschichte
970 wird die Gemeinde erstmals urkundlich erwähnt.

## Wirtschaft und Verkehr
Die Gemeinde lebt vor allem vom Tourismus. Durch die Gemeinde führt die Strada Statale 89 Garganico.

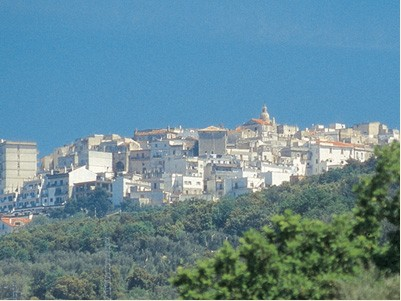
Ischitella

## Persönlichkeiten
- Pietro Giannone (1676–1748), Philosoph